# Giovanni Spano
Pour les articles homonymes, voir Spano.
Giovanni Spano (né à Ploaghe, Sardaigne, Italie, 3 mars 1803, mort à Cagliari, Sardaigne, Italie, le 3 avril 1878) est un archéologue, linguiste, ethnologue, professeur d'université et prêtre italien.

## Honneurs
- Ordre de la Couronne d'Italie
- Ordre civil de Savoie
- Ordre des Saints-Maurice-et-Lazare